# Peter Schilling
Pierre Michael Schilling, detto Peter (Stoccarda, 28 gennaio 1956), è un cantante tedesco.

## Biografia
Da piccolo ha vissuto con sua madre e sua nonna, in un piccolo appartamento a Stoccarda. Quando aveva quattordici anni, sua nonna ne ricevette la custodia. Schilling ha più volte detto di non aver mai incontrato suo padre. 
Ha mostrato presto talento sia sui campi di calcio sia nella musica. Quando aveva quindici anni, ricevette un'offerta dalla squadra di calcio del VfB Stuttgart sotto forma di contratto preliminare, e un primo contratto discografico, da lui poi accettato. In gioventù ha anche completato un apprendistato come agente di viaggio.
Tra i più significativi esponenti della new wave tedesca e del synth pop, ha riscosso molto successo negli anni ottanta, in particolare per la canzone Major Tom (Coming Home), pubblicata nel gennaio 1983 inizialmente in tedesco (Major Tom (Völlig losgelöst)), che ha raggiunto il primo posto delle classifiche di Germania, Svizzera ed Austria, per poi essere riedita due anni dopo come Major Tom (Coming Home), con testo in inglese, prima nella classifica canadese ed al numero 14 della Billboard Hot 100: il brano è ispirato al testo di Space Oddity, classico di David Bowie. Nella sua versione originaria la canzone è stata inclusa nella colonna sonora del film, ambientato nella Berlino di fine anni 1980, Atomica bionda (2017) ed è stata utilizzata nella seconda stagione della serie televisiva Netflix The Umbrella Academy (2020); è stata invece scelta per la sigla della serie tv Deutschland 83 nella versione inglese.
Buone accoglienze, benché non paragonabili a quelle di Major Tom, hanno ricevuto altri suoi due brani: Terra Titanic (1984), anche questo in doppia versione inglese e tedesca, e The Different Story (1989), con cui Schilling si è cimentato nella dance music.

## Vita privata
Peter Schilling si è sposato due volte ed è padre dell'attrice Janina Korn. Vive a Monaco di Baviera.

## Discografia

### Album
- Fehler im System, 1982
- Error In The System, 1983
- 120 Grad, 1984
- Things To Come, 1985

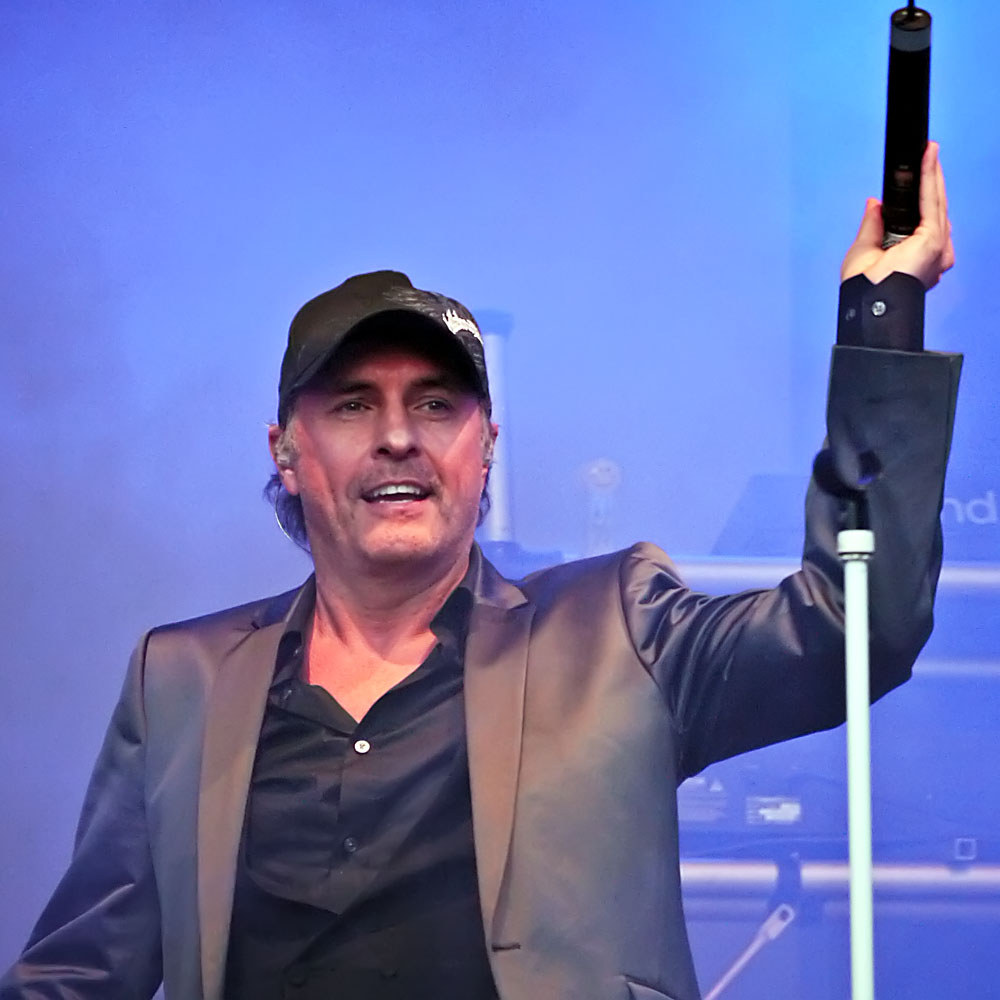
Peter Schilling nel 2010

- The Different Story - The World of Lust and Crime, 1989
- Geheime Macht, 1993
- Von Anfang an... bis jetzt, 1999
- Portrait, 2001
- Raumnot, 2003
- Retrospektive - Das Remix Album, 2004
- Zeitsprung, 2004
- Delight Factor Wellness, 2005
- Das Prinzip Mensch, 2006
- Emotionen sind männlich, 2007
- Neu & Live, 2010
- DNA, 2014
- Mechanics Of My Heart, 2021
- Vis Viva, 2021
- Coming Home - 40 Years Of Major Tom, 2023

### Singoli

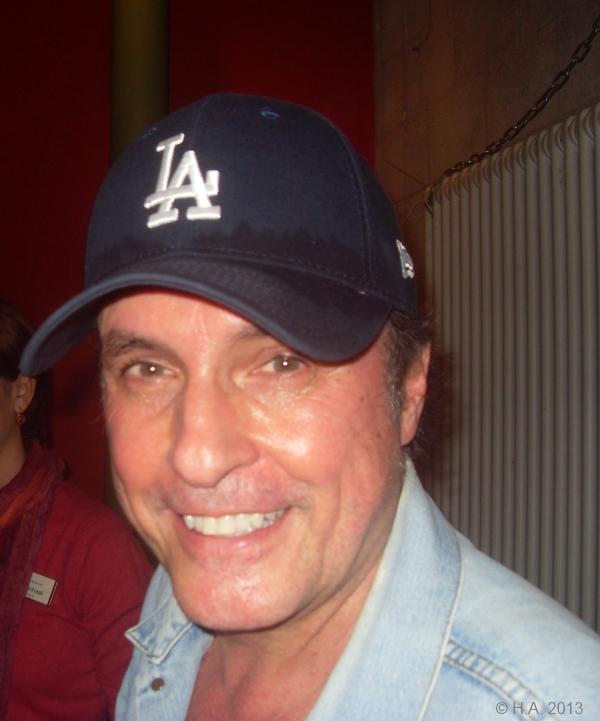
Peter Schilling nel 2013

- Träume sind mehr als nur Illusionen / Sag nie Good-Bye, 1976 (come Pierre Schilling)
- Gib her das Ding / Frei sein ist schön, 1979 (come Pierre Schilling)
- Heut ist was los auf der Autobahn / Sweet Sixteen, 1980 (come Pierre Schilling)
- Lied an Dich / Lampenfieber, 1981 (come Pierre Schilling)
- Major Tom (Völlig losgelöst), 1983
- Die Wüste lebt, 1983
- Fehler im System, 1983
- Major Tom (Coming Home), 1984
- Terra Titanic, 1984
- Hitze der Nacht, 1984
- Hitze der Nacht (Special Remix), 1984
- Region 804, 1985
- Ich vermisse Dich / Für immer jung, 1986
- All The Love I Need / In My Youth, 1986
- Alles endet bei Dir / Wonderful World, 1986
- The Different Story (World Of Lust And Crime), 1989
- Zug um Zug, 1992
- Bild der Dunkelheit, 1992
- Viel zu heiß, 1993
- Major Tom 94, 1994 (Released in both English and German)
- Sonne, Mond und Sterne, 1994
- Terra Titanic, 1995 (1995 remixes)
- Trip To Orion, 1996 (With the Space Pilots)
- Kingdom Of Rain, 2000 (As M*Period)
- Terra Titanic 2003, 2003
- Raumnot, 2003
- Sonne, Mond und Sterne 2003, 2003
- Major Tom 2003, 2003
- Experiment Erde, 2004
- Weit weg, 2005
- Der menschliche Faktor (Remixes), 2005
- Es gibt keine Sehnsucht, 2006
- Kevin, 2010
- Mechanics Of My Heart, 2021
- Playground Earth, 2023

## Libri
- Lust Faktor Wellness, 2005
- Emotionen sind männlich, 2007
- Völlig Losgelöst: Mein langer Weg zum Selbstwert – vom Burnout zurück ins Leben, 2013